# Limenitis doudoroffi
Limenitis doudoroffi är en fjärilsart som beskrevs av Gunder 1934. Limenitis doudoroffi ingår i släktet Limenitis och familjen praktfjärilar. Inga underarter finns listade i Catalogue of Life.